# Litauens damlandslag i basket

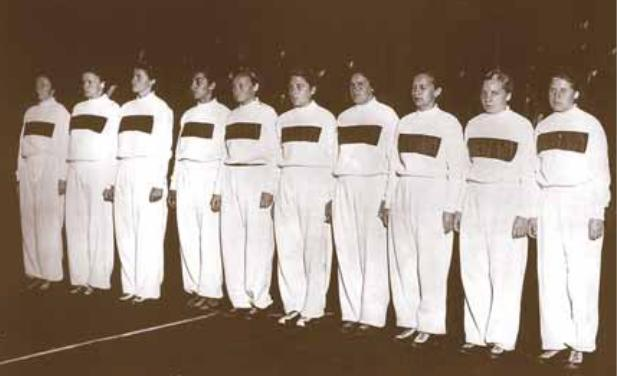
Litauens damlandslag vid Europamästerskapet 1938 i Rom.

Litauens damlandslag i basket (litauiska: Lietuvos moterų krepšinio rinktinė) representerar Litauen i basket på damsidan. Laget tog silver i Europamästerskapet 1938 samt guld 1997.

### Fotnoter
1. ↑  Todor Krastev (19 mars 1993). ”Women Basketball I European Championship 1938 Rome (ITA) - 12-16.10 Winner Italy” (på engelska). Sport Statistics. Arkiverad från originalet den 3 juli 2015. https://web.archive.org/web/20150703205510/http://todor66.com/basketball/Europe/Women_1938.html. Läst 16 juni 2015.
2. ↑  Todor Krastev (19 mars 1997). ”Women Basketball European Championship 1997 Hungary - 06-13.06 Winner Lithuania” (på engelska). Sport Statistics. Arkiverad från originalet den 3 juli 2015. https://web.archive.org/web/20150703222240/http://todor66.com/basketball/Europe/Women_1997.html. Läst 16 juni 2015.